# پناهگاه (فیلم ۲۰۰۴)
 پناهگاه (به انگلیسی: Haven) فیلمی محصول سال ۲۰۰۴ و به کارگردانی فرانک ای. فلاورز است. در این فیلم بازیگرانی همچون اورلاندو بلوم، زوئی سالدانا، ویکتور راسوک، بیل پکستون، استیون دیلین، آنتونی مکی، رزاق ادوتی، اگنس بروکنر، جوی برایانت، بابی کاناوله، رابرت ویزدم، لی اینگلبای، سارا کارتر، جیک وبر، سانتیاگو کاباررا، ریچل ماینر و سرنا اسکات توماس ایفای نقش کرده‌اند.